# Jessica Mitford
Jessica Mitford (n. 11 iulie 1917 - d. 22 iulie 1996) este o autoare britanica. Ea a scris mult, cea mai importanta lucrare fiind Hons and Rebels. Aceasta devine eroina autoarei de succes J.K.Rowling, scriitoarea seriei fantastice Harry Potter. Jo îi citește toata autobiografia.